# Discografia dei New Found Glory
Questa è la discografia del gruppo musicale statunitense New Found Glory, attivo dal 1997.

## Album

### Album in studio
| Anno | Titolo                    | Classifiche | Classifiche | Classifiche | Classifiche | Classifiche | Classifiche | Classifiche |
| Anno | Titolo                    | US          | US Indie    | US Alt      | US Rock     | AUS         | UK          |             |
| ---- | ------------------------- | ----------- | ----------- | ----------- | ----------- | ----------- | ----------- | ----------- |
| 1999 | Nothing Gold Can Stay     | —           | —           | —           | —           | —           | —           |             |
| 2000 | New Found Glory           | 107         | —           | —           | —           | —           | 136         |             |
| 2002 | Sticks and Stones         | 4           | —           | —           | —           | 33          | 10          |             |
| 2004 | Catalyst                  | 3           | —           | —           | —           | 32          | 27          |             |
| 2006 | Coming Home               | 19          | —           | —           | 8           | 48          | 86          |             |
| 2009 | Not Without a Fight       | 12          | 1           | 5           | 5           | 36          | 83          |             |
| 2011 | Radiosurgery              | 26          | 4           | 8           | 9           | 50          | 142         |             |
| 2014 | Resurrection              | 25          | 5           | 3           | 6           | 33          | 74          |             |
| 2017 | Makes Me Sick             | 40          | 1           | 4           | 7           | 36          | 55          |             |
| 2020 | Forever + Ever x Infinity | 135         | 17          | 4           | 17          | —           | —           |             |
| 2021 | December's Here           | —           | —           | —           | —           | —           | —           |             |
| 2023 | Make the Most of It       | —           | —           | —           | —           | —           | —           |             |

### Album dal vivo
| Anno | Titolo       | Classifiche | Classifiche | Classifiche |
| Anno | Titolo       | US          | US Ind      | US Rock     |
| ---- | ------------ | ----------- | ----------- | ----------- |
| 2013 | Kill It Live | 133         | 25          | 44          |

### Album di cover
| Anno | Titolo                                 | Classifiche | Classifiche | Classifiche | Classifiche | Classifiche |
| Anno | Titolo                                 | US          | US Ind      | US Alt      | US Rock     | UK          |
| ---- | -------------------------------------- | ----------- | ----------- | ----------- | ----------- | ----------- |
| 2002 | Movie Addiction (split con i Nicotine) | —           | —           | —           | —           | —           |
| 2007 | From the Screen to Your Stereo Part II | 42          | 4           | 12          | 11          | 193         |

### Raccolte
| Anno | Titolo | Classifiche |
| Anno | Titolo | US          |
| ---- | ------ | ----------- |
| 2008 | Hits   | 167         |

## Extended play
- 1997 – It's All About the Girls
- 2000 – From the Screen to Your Stereo
- 2012 – A Very New Found Glory Christmas
- 2013 – Mania

## Split
| Anno | Titolo | Feat.                                 | Classifiche | Classifiche |
| Anno | Titolo | Feat.                                 | US          | US Hard     |
| ---- | --- | ------------------------------------- | ----------- | ----------- |
| 2008 | Tip of the Iceberg/Takin' It Ova!                                                                                | International Superheroes of Hardcore | 136         | 22          |
| 2009 | Not Without a Heart Once Nourished by Sticks and Stones Within Blood Ill/Tempered Misanthropy Pure Gold Can Stay | Shai Hulud                            | —           | —           |
| 2010 | Swiss Army Bro/Mance                                                                                             | Dashboard Confessional                | —           | —           |

## Singoli
| Anno | Titolo                               | Classifiche | Classifiche | Classifiche | Album di provenienza                   |
| Anno | Titolo                               | US          | US Alt      | UK          | Album di provenienza                   |
| ---- | ------------------------------------ | ----------- | ----------- | ----------- | -------------------------------------- |
| 2000 | Hit or Miss                          | —           | 15          | 58          | New Found Glory                        |
| 2000 | Dressed to Kill                      | —           | —           | —           | New Found Glory                        |
| 2002 | My Friends Over You                  | 85          | 5           | 30          | Sticks and Stones                      |
| 2002 | Head on Collision                    | —           | 28          | 64          | Sticks and Stones                      |
| 2003 | Understatement                       | —           | —           | —           | Sticks and Stones                      |
| 2004 | All Downhill from Here               | —           | 11          | 58          | Catalyst                               |
| 2004 | Failure's Not Flattering             | —           | —           | 67          | Catalyst                               |
| 2005 | I Don't Wanna Know                   | —           | —           | 48          | Catalyst                               |
| 2006 | It's Not Your Fault                  | —           | —           | —           | Coming Home                            |
| 2007 | Kiss Me                              | —           | —           | 118         | From the Screen to Your Stereo Part II |
| 2008 | Listen to Your Friends               | —           | —           | —           | Not Without a Fight                    |
| 2009 | Don't Let Her Pull You Down          | —           | —           | —           | Not Without a Fight                    |
| 2010 | Truck Stop Blues                     | —           | —           | —           | Not Without a Fight                    |
| 2011 | Radiosurgery                         | —           | —           | —           | Radiosurgery                           |
| 2011 | Anthem for the Unwanted              | —           | —           | —           | Radiosurgery                           |
| 2012 | Summer Fling, Don't Mean a Thing     | —           | —           | —           | Radiosurgery                           |
| 2013 | Connect the Dots                     | —           | —           | —           | Kill It Live                           |
| 2014 | Selfless                             | —           | —           | —           | Resurrection                           |
| 2014 | Ready and Willing                    | —           | —           | —           | Resurrection                           |
| 2015 | One More Round                       | —           | —           | —           | Resurrection                           |
| 2015 | Vicious Love (feat. Hayley Williams) | —           | —           | —           | Resurrection: Ascension                |

## Videografia

### Album video
- 2002 – The Story So Far
- 2004 – This Disaster: Live in London

### Video musicali
| Anno | Titolo                               | Regista                            |
| ---- | ------------------------------------ | ---------------------------------- |
| 1999 | Hit or Miss                          | New Found Glory                    |
| 2000 | Hit or Miss                          | Smith n' Borin                     |
| 2001 | Dressed to Kill                      | Richard Reines                     |
| 2002 | My Friends Over You                  | The Malloys                        |
| 2002 | Head on Collision                    | The Malloys                        |
| 2003 | Understatement                       | Marc Steinberger e New Found Glory |
| 2004 | All Downhill from Here               | Meiert Avis e No Brain             |
| 2004 | Failure's Not Flattering             | Meiert Avis                        |
| 2004 | I Don't Wanna Know                   | Liz Friedlander                    |
| 2006 | It's Not Your Fault                  | Brett Simon                        |
| 2007 | Kiss Me                              | New Found Glory                    |
| 2008 | Dig My Own Grave                     | Joseph Pattisall                   |
| 2009 | Listen to Your Friends               | Meiert Avis                        |
| 2009 | Don't Let Her Pull You Down          | Meiert Avis                        |
| 2010 | Truck Stop Blues                     | Matthew Stawski                    |
| 2011 | Radiosurgery                         | Matthew Stawski                    |
| 2011 | Anthem for the Unwanted              | New Found Glory                    |
| 2012 | Summer Fling, Don't Mean a Thing     |                                    |
| 2013 | Connect the Dots                     |                                    |
| 2014 | Selfless                             |                                    |
| 2014 | Ready and Willing                    |                                    |
| 2014 | Stubborn                             |                                    |
| 2015 | One More Round                       | John Conway                        |
| 2015 | Vicious Love (feat. Hayley Williams) |                                    |